# Wilhelm von Humboldt
Friedrich Wilhelm Christian Carl Ferdinand von Humboldt, född 22 juni 1767 i Potsdam, död 8 april 1835 i Berlin, var en tysk friherre, grundare av Humboldt-Universität zu Berlin, det första moderna forskningsuniversitetet. Han var bror till Alexander von Humboldt och från 1791 gift med Caroline von Humboldt.
Wilhelm von Humboldt studerade mellan 1787 och 1790 juridik, statskunskap, fornkunskap och filosofi i Frankfurt an der Oder och Göttingen. År 1789 besökte han Paris och Versailles och på hemvägen Weimar. Humboldt tjänstgjorde 1790-91 som legationsråd i kammarrätten i Berlin, men drog sig därefter tillbaka från statstjänsten, och levde på sina gods, från 1794 i förtrolig vänskap med Friedrich von Schiller. Han skrev 1792 Ideen zu einem Versuch, die Grenzen der Wirksamkeit eines Staates zu bestimmen, i sin helhet tryckt först 1851.
Wilhelm von Humboldts liv var präglat av stats- och språkvetenskapliga studier samt vänskap med några av Tysklands litterära storheter. Wilhelm von Humboldts korrespondens med Goethe och Schiller utgavs senare i en bok. Vidare företog von Humboldt många resor och vistades mellan 1797 och 1801 i Paris och Spanien. År 1801 blev han preussisk ministerresident och 1806 ministre plénipotentiaire i Rom, där han umgicks med lärda och konstnärer som Christian Daniel Rauch och Bertel Thorvaldsen År 1809 övertog han i preussiska inrikesministeriet ledningen av kultur- och undervisningsväsendet och grundade i denna ställning Berlin första universitet.
År 1810 reste von Humboldt som särskilt sändebud till Wien. Genom skickliga underhandlingar underlättade Humboldt 1813 Österrikes anslutning till koalitionen mot Napoleon I och deltog 1814 i fredsförhandlingarna. Tillsammans med Hardenberg arbetade han vid Wienkongressen för den tyska frågan, Hans bemödanden för en enhetlig tysk författning strandade dock på Österrikes motstånd. Lika litet uppnådde han 1815 vid andra Parisfreden avträdandet av Elsass. Våren 1817 utnämndes han till medlem av preussiska statsrådet, men senare fick Humboldt ett spänt förhållande till statskanslern Hardenberg och blev utomordentligt sändebud i London. 1818 deltog han som sändebud vid Aachenkongrennes och övertog 1819 det huvudsakliga arbete i inrikesministeriet, men trädde efter att ha motarbetats av kungen tillbaka i december samma år. Efter 1819 levde han på sitt gods Tegel och sysslade han nästan uteslutande med vetenskapliga studier. Humboldt utövade dock fortfarande ett stort inflytande på Berlins konstliv, särskilt vid organiserandet av dess museum. År 1830 kallades han åter till medlem av statsrådet.
Viktigare än hans litteraturkritiska arbeten, såsom Ästhetische Versuche (1799), är hans arbeten inom den jämförande språkforskningen. Särskilt inledningen till arbetet Ueber die Kawisprache auf der Insel Java (3 band, 1836-40) väckte uppseende. En kritisk upplaga av Humboldts Gesammelte Werke utgavs av preussiska vetenskapsakademien i 15 band 1903-18. Ur hans omfattande korrespondens har bland annat publicerats Briefwechsel mit Schiller (1830, ny upplaga av Albert Leitzmann 1900); Briefwechsel mit Goethe (utgiven av Franz Thomas Bratranek 1876); Wilhelm und Karoline von Humboldt in seinen Briefen (urval av Anna von Sydow i 7 band 1906-16) samt Wilhelm von Humboldt in seinen Briefen (urval av Karl Sell 1909, ny upplaga 1924).
Wilhelm von Humboldts staty, av Paul Otto, är rest framför universitetsbyggnaden i Berlin.

## Utmärkelser
Nedslagskratern Humboldt på månen är uppkallad efter honom.